# Reserva do Iguaçu
Reserva do Iguaçu är en kommun i Brasilien.   Den ligger i delstaten Paraná, i den södra delen av landet, 1 200 km söder om huvudstaden Brasília. Antalet invånare är 7 327.
Trakten runt Reserva do Iguaçu består till största delen av jordbruksmark. Runt Reserva do Iguaçu är det glesbefolkat, med 8 invånare per kvadratkilometer.